# Сирин
Сирин је митолошко биће из источнословенског фолклора, са главом и грудима жене, а тијелом птице. Исто као Алконост живи у околини ирија (рај). На глави обично носи круну или ореол, некада је нага, а некада има тамно перје без сјаја. Може се појавити и као права птица (обично сова), за разлику од Алконоста пјева веселе пјесме. Вјерује се да су ријетки они који могу чути или видјети ово биће али они којима то успије обично изгубе разум и очарани њеним гласом прате је све до своје смрти. Тада би покушали да се спасу топовском паљбом, звоњавом звона или да је на неки други начин преплаше да оде. Због тога, иако није зла већ равнодушна према људима, може им нашкодити. Постоји тумачење да је овај мит настао директно од грчких сирена, а друго опет да су у ствари рајске птице Алконост, Сирин и Гамајун у ствари хришћанизоване виле русалке.